# あかんたれ
『あかんたれ』は、1976年（昭和51年）から放送された東海テレビ制作の昼ドラマ。原作・脚本は花登筐が手がけている。
明治中期の大阪・船場の呉服問屋・成田屋を舞台に、主人・秀吉（ひできち）が残した「てかけ（妾）の子」・秀松こと秀太郎（ひでたろう）の奮闘を描く。 志垣太郎の出世作及び中村玉緒の1970年代の代表作でもあった。

## 概要
放送は1976年10月11日から1977年7月29日の月曜から金曜、全210話。ストーリーの途中で唐突に終了したが、約半年後に「続・あかんたれ」（以下、正編に対して続編とする）として再開、1978年2月27日から同年9月29日まで全155話が放送された。なお、続編で中村玉緒はオープニングクレジット上「特別出演」として表示された。フジテレビ系（東海テレビ製作）の昼帯ドラマの歴代最高視聴率番組（平均11.1%）として記録されている。現在なお各地で再放送されているが、本放送から長期間経過しているため放映局によっては表現や映像に関するテロップ表示が入れられることがある。

## 後番組の放送延期
前述の通り視聴率は極めて好調で、当初の7、8%台から尻上がりに15-20%となり平日昼ドラとしては異例の記録を出した。これを受け東海テレビは1977年3月終了の予定を急遽7月まで延長、4月から予定していた「赤とんぼ」は放送延期とし、8月からの後番組「女のいくさ」55回放送終了後には再びあかんたれ（続編）を放送することに早々と内定した。このため東海テレビから当該帯ドラマ枠の制作下請け各社への発注はストップしてしまったが、下請会社は東海テレビからの需要を当て込んで設備投資済みであったため経営困難に陥った。1社は7月上旬に人員整理のうえ閉鎖、また別の1社は担当者が引責退社してしまった。下請の一つ、国際放映は制作済みの「くれない心中」（主演：范文雀）と「愛人」（主演：紀比呂子）が宙ぶらりんになってしまった。特に「愛人」は放送回数260を予定してあり、製作費に6億円強が投じられていた。この事態に日本映画監督協会や日本シナリオ協会は東海テレビに対し「（放送延期になったドラマを）早く放送するべきだ」と抗議した。延期作品は続あかんたれの後番組として、或いは緊急措置としてキー局フジテレビ制作枠にて放送が消化されている。

## 登場人物および出演者
※「」内は成田屋での呼び名

秀太郎の家族
- 秀太郎（主人公。「秀松」）：森川誠→志垣太郎

成田屋の先代主人・秀吉と許嫁・お絹との間に生まれた子。周囲から尊敬されるような父を持ちながら、わがままで意気地なしであった秀太郎の将来を憂慮したお絹の判断により、秀吉の死を機として「ご寮さんや兄弟たちから弟と呼んでもらえるまでは一切会わない」と約束させた上で、成田屋に丁稚として預けられる。本妻であるひさや分家をはじめ、成田屋の人間から「てかけの子」と容赦ない苛めを受けるが、音松やお光、糸茂ら数少ない理解者たちに支えられ、屈することなく父親譲りの才覚と人格を併せ持った青年へと成長を遂げる。呉服問屋としての経営不振や成田屋の身内による散財などによって倒産寸前に追い込まれ、安造やご寮さんでは取引できないとの理由で取引先から主人に推挙されて以後も「主人の代理として店を預かっているだけ」と言い続け、やがて男性下着の「ステテコ」を開発し、凋落の一途を辿っていた成田屋を再興、世間から「ステテコ大将」と呼ばれるまでになる。
- お絹（秀太郎の生母）：中村玉緒

秀吉の許婚で、料亭「重の家」の仲居をしていた。ひさとの結婚を承諾せざるを得なくなった秀吉を「大阪一の商人(あきんど)になることが秀吉の目標だから」と自ら身を引く。その数年後に再会してからは、「てかけ」となることを嫌って秀吉からの金銭的援助を拒み続けていたが、秀太郎の出産で二人の関係が世間に知れ、秀吉とは秀太郎のみを会わせて自ら会うことはなかった。秀吉の死後、秀太郎を成田屋に預けて以降は里心をつけさせないために住居も変えるが、常に人知れず我が子を見守っていた。後に仲居頭となり、芸者となった糸子を、反発されながらも客から守り続けた。
- おすみ（秀太郎の祖母）：森明子

近江膳所藩足軽の娘として生まれるが、娘のお絹が秀吉の働いている大阪で働きたいと家を出たきり戻らないことを心配して来たところ、お絹が妊娠していることを知り、それ以後同居し続けることになる。孫の秀太郎を「ひで坊」と呼んで可愛がっていた。そのため秀太郎が成田屋に預けられて以後は、常に秀太郎と暮らせる日を待ちわびていた。秀太郎がひさから成田屋の子供と認められて間もなく、二人で善光寺参りに出かけるが、その直後に一夜の病で息を引き取る。

成田屋の家族・親戚
- 秀吉（秀太郎の父。「だんさん」）：中村嘉葎雄

成田屋の先代主人。臨終間際にあった先々代主人たっての願いである娘・ひさとの結婚を、主人を安心させたい一心で、幼馴染の許婚・お絹がありながら承諾する。事情を知った糸茂主人から「仮祝言だけを挙げて店を立て直したら間に入って暖簾分けさせる」との助言を受けるも経営不振が続いたため、店を再興すべく袋物問屋から呉服問屋への転換をひさに提案。ひさは「船場では血を受け継いだ者が商売を変えることは許されないが婿なら可能」と回答したため、秀吉は祝言を挙げて叩き上げの中番頭から主人となり経営状態は好転する。その後、自身と同時に妊娠していることを知ったひさがお絹の自宅に乗り込み、そこで二人とも出産したことが醜聞となって成田屋の信用は失墜する。秀吉は店を出ようとするが、奉公人たちに説得されて「店が立ち直るまで」との約束で店に残る。だが業績不振は続き、倒産寸前に追い込まれるが、糸茂の計らいで入荷が実現したモスリンを商機として店は立ち直る。7年後、信用回復を認められて出席を許された大問屋の寄り合いの席で秀吉が突然倒れると、ひさは「病人を追い出しては店の恥」として秀吉を店に連れ戻すが病状は悪化。秀吉は「秀太郎を成田屋の籍に入れること、秀太郎が一人前の商人になったら店の財産を安造と半分半分にすること」との遺言を残して死亡。その夜から、お絹は秀太郎を丁稚として成田屋に預けることになる。
- おひさ（本妻。「ご寮さん」）：小山明子

父親である先々代主人の遺言により、番頭であった秀吉と渋々結婚する。長男の安造を溺愛し、いつかは彼が主人となって成田屋を再び建て直すと信じている。安造や治三郎らがトラブルを起こすたびに仏壇に向い、亡き両親に嘆くように呟いていた。富江と音松の婚礼の場で「長女は芸者上がり、次女は店を裏切った丁稚と結婚、長男は行方不明。成田屋は滅茶苦茶になったが、店を助けたばかりか、治三郎に金の有り難味まで教えた秀松こと成田秀太郎こそ、自分の子供ではないが、成田屋の子供」と語り、高作を主人とするために秀太郎に丁稚として預ける決意をする。その19年後に安造が帰ってきて、秀太郎とお絹が同居できる日が来たときには「わてにとっても息子やった」と語っていた。
- 安造（本妻の長男。「若だんさん」）：中村健介→沢本忠雄

糸子・富江・治三郎からは「安ぼん」と呼ばれている。幼少時からひさに甘やかされて育ち、落第・浪人を繰り返した挙句に金を積んで入学した私立大学も予科1年で素行不良のため退学処分となる。治三郎の影響で放蕩の限りを尽くして実家に居場所を失い、愛子と神戸で間借り生活を始めるが自ら働くことは殆んどなかった。弁護士を名乗る詐欺師・木下を先生と仰ぎ、彼の「君は大人物だ」という言葉を心の支えとしていた。その木下に騙されてひとり大連に向かう貨物船に乗せられる直前に生まれた子供・高作は愛子とともに富江が成田屋に引き取り、後に秀太郎に育てられる。高作が出征する当日、偶然に戻ってきた彼は高作から「秀おじさんはお父さんのために不幸になった」と責められる。謝らなければ自分の父親としては秀太郎しか映らないと言われた彼は、秀太郎に土下座して謝罪する。だが秀太郎は「兄の留守を弟が守るのは当たり前」と語り、ついに成田屋の家族全員から「成田屋の子供」として認められる。
- 糸子（長女、安造の姉。「とうさん」）：中島香葉子→藤吉美加→土田早苗

糸茂主人が評するところ、「父親譲りの才覚と母親譲りの気位の高さ」を併せ持ち、そのため秀太郎に対して複雑な心情を抱いている。浪速女学校卒業後、薬問屋の一人息子と恋愛関係になるが安造の行状が原因で破談となり、自殺を図る。後に父親の遺言を果たすために一度は芸妓となって糸路を名乗るが、秀太郎の奔走によって実家に戻ることが決まったとき、秀太郎を涙ながらに弟と認める。続編最終回では直助と結婚していた。
- 富江（次女、安造の姉、糸子の妹。「こいさん」）：星亜希子→岡崎友紀

向学心が強く、一度卒業した四ツ橋女学校に再入学した後に東京の日本橋商業大学に首席で合格(後に入学辞退)。学費を出させた糸茂からの交換条件として働くことになった糸茂商店東京支店で鉄川(音松)と再会。後に秀太郎が二人の結婚についてひさの了解をとりつけ、それを機に彼を弟と認める。
- 分家 治三郎（ひさの叔父。「ご分家はん」）：髙田次郎

ひさ・糸子・冨江からは「おじさん」、安造からは「おったん」と呼ばれている、成田屋最大のトラブルメーカー。秀吉の死後、ひさに代って主人同然の立場で成田屋に入り込むが、店の金を着服して放蕩することのみに執心し、経営を顧みることは全くなかった。あることないこと、ひさに注進するが悉く策略は失敗する。行方を知らない音松を探す富江を騙し、彼に瓜二つの男に渡そうと企てて失敗した挙句、その報復から逃れて身を隠すために、秀太郎に説得され東京で彼の仕事を手伝うことになる。金の有り難味を知った彼は、人目を避けてひさに富江への結婚祝の現金だけ預け、再び仕事の待つ東京へ戻って行った。
- お秋（治三郎の妻）：月丘千秋

興奮すると周囲の見境なく物事を口にする性格で、おひさが産気づいた際に、出産に必要な道具類をお絹の自宅に成田屋の大八車で持ち込もうとして、世間に醜聞が知られてしまうことになる。秀吉の死去に伴って治三郎が成田屋に住み込んだことがきっかけとなって離婚していたことが、後にひさの口から語られている。

成田屋奉公人とその家族
- 忠助（成田屋大番頭、平野石平）：三浦策郎
- 孝助（成田屋中番頭→同・大番頭→支配人）：石井均
- おいし（孝助の妻）：石井富子
- たか子（おいしの連れ子）：千村みさき
- 直助（成田屋小番頭・直七→同・中番頭→営業部長）：田中直行
- 豆七（成田屋手代・豆吉→同・小番頭→営業部店内課長、姓は尾形）：はなとまめ(現・坂本小吉)
- 捨吉（成田屋手代。富山県出身、姓は富田）：椎名茂
- 鉄吉（捨吉の弟）：諏訪威策
- 音松（秀太郎の先輩丁稚、鉄川音吉。但し続編では音田）：鹿股祐司→倉岡伸太郎

秀吉に可愛がられた恩義を感じて、店の者に知られずに秀太郎と会わせる段取りをしていた。秀吉が丁稚となってからも面倒を見ていたが、彼がお光とともに糸茂に通じていたことがひさに知られて成田屋を追われる。その後「担ぎ呉服」で生計を立てていたが、商いのイロハを学ぶべく糸茂商店の名古屋店に入社する。その後、同社東京支店長として大学受験のために上京し見習い事務員として採用された富江と再会するが、女学生の制服を巡るトラブルが契機となって、秀太郎を助けるために糸茂から解雇の名目で富江とともに大阪に戻る。その後、富江と結婚して3人の子供の父親となる。
- 田中みよ（ミシンの先生→製造部長。「みよ先生」「おみよさん」）：柴田美保子
- 山中作造（屋台のうどん屋→営業部地方課長）：谷幹一

東京・恵比寿で造船業を営む家庭に生まれるが、安藤(＝木下)に騙されて実家は全財産を失う。その後、職を転々とした後に大阪でうどんの屋台を営んでいた。倒産寸前の成田屋に糸茂の指示で客になりすまして買い付けに行ったり、その数年後に丁稚になりたての秀太郎の掛取りに同行した過去がある。江戸っ子気質で喧嘩っ早い一面もあるが、後に成田屋主人に推挙されたばかりの秀太郎と再会、ステテコの発案に大きく貢献したり、芸者となった糸子を実家へ帰らせるために一役買うなど、秀太郎のよき協力者となる。
- お松（成田屋の女中）：国原美秋
- お竹（成田屋の女中）：千村克子
- お梅（成田屋の女中→賄部長）：臼間香世

同業者・取引先
- 糸茂（同業の問屋主人）：小沢栄太郎

船場の総大将で、秀松の後見人。商売に私情をはさむことを嫌う厳格な性格である反面、ひさとお絹が同時に出産した醜聞で成田屋が倒産寸前となったときにモスリンの仕入で秀吉を助けたり、ステテコの大量生産に必要なミシンの輸入卸に際して秀太郎に配慮するなど、常に成田屋を気にかけている。
- お光（成田屋の女中）：亀井光代

糸茂の妾子。同じ境遇にある秀太郎を守るため糸茂の密命を受け、秀吉の葬儀のときから成田屋に女中として入る。音松とともに成田屋を追われるが、成人した秀太郎と再会した時には小料理屋の女将となっていた。
- 柳 正治（達磨堂の長男）：仲真貴

音松の東京時代の友人。ステテコの大量生産を巡って成田屋と対立、治三郎が画策して偽物のステテコを市場に流通させる。
- 綾（正治の妻）：南美川陽子

正治が単身上京していた間に商才に頭角を現したために義父の信頼が厚くなり、正治から疎ましく思われ離縁を迫られる。ひたむきな秀太郎に密かに思いを寄せ、偽物のステテコを駆逐するために成田屋に協力する。
- 柳原商会社長：高峰三枝子

「ストツキング」の製造販売を主力として関東を商圏に経営している。関西人に対して含むところがあり、成田屋から持ち込まれた関東におけるステテコ製造の依頼に耳を貸そうとしなかったが、間違えて持ち帰りかけたシャープペンシルを返却するために社長室に戻ってきた秀太郎を信用して商談は成立することになる。このとき秀太郎に同行して上京した作造は、その祖父母がかつて柳原家に仕えていたことは知っていたが、駆け落ちして所帯をもったことは柳原社長から聞くまで知らなかった。

安造の関係者
- 美代子（富江の友人）：江夏夕子

富江の女学校時代の同級生。安造に弄ばれ捨てられたために自ら小指を切断した妹（後に死亡）への責任を問題にするため成田屋に現れる。
- 愛子（安造の妻）：生田悦子

丑吉（続編では丑造。演・三上真一郎）の内妻で、成田屋の財産を狙う木下の命令で女給として安造に近づく。秀太郎が主人として推挙されたことを機に成田屋を飛び出した安造と神戸で同棲。神戸で小川姓を名乗っていたことがあるが真偽は不明。同地で高作を出産するが、成田屋に引き取られて間もなく肺病を発症し、高作を秀太郎に託して命を落とす。なお本名は千代。
- ぼたん：高橋牧子

カフェーで愛子とともに働く女給だったが、舌っ足らずと甲高い声が災いしてか、店を転々としていた。成田屋を飛び出した富江と面接先の店で知り合い、劣悪な環境に住んでいることから富江に説得され成田屋で働くことになる。なお本名はトミ子。
- 木下（弁護士を装う詐欺師）：垂水悟郎

成田屋の財産を狙って愛子を使い安造に近づく。一度は失敗するが、治三郎を動かして実印を持ち出させ借用書を捏造し、その担保として成田屋の不動産を騙し取っている。過去に東京で安藤の名で作造の実家の財産も騙し取っていた。但し木下(名は弥三郎)・安藤のどちらかが本名なのかは劇中では詳らかにされていない。
- 九助（「判九」主人）：三浦策郎

神戸・生田で判子屋を営む傍ら、店の二階を安造と愛子に間貸ししている。
- さくら楼の女将：浅香光代

糸子の関係者
- 山岡先生：仲真貴

糸子の担任の先生。初恋の人。
- 清（糸子の恋人）：大和田伸也

薬問屋・漢水堂の一人息子。糸子と恋愛関係にあったが、安造の行状を原因として両親に反対され破談となる。
- 重の屋の女将：香川桂子（正編）→月丘夢路（続編）
- 中の屋（続編では路の屋）の女将：村田知栄子

糸路を預かる芸者置屋の女将。
- 鴻池のご隠居：内田朝雄
- 米忠：伊藤雄之助

堂島の米相場師で料亭・重の屋の客。丁稚時代に恋心を抱いていた今は亡き米問屋の長女の面影を糸子に重ねている。木下に成田屋の不動産を取り上げられたことを知った糸子の願いを叶えるため、不動産を買い戻し安造の名で秀太郎に渡そうとするが、「丁稚の気持ち」を語る秀太郎に理解を示し代金を受け取る。後に糸子を成田屋に帰らせるに際しても陰から秀太郎に協力する。
- ナレーション：渡辺富美子

## 主題歌
- 「あかんたれ」鶴岡雅義と東京ロマンチカ（北村敏郎[4]→浜名弘)[5]
作詞：花登筐、作曲：鶴岡雅義
レコード：CBSソニー 06SH-84（1976年12月発売、北村がボーカルのバージョン）
- 一部資料には「正編では三條正人、続編では浜名がボーカル担当」とされているが、1974年に三條は脱退しており、レコーディングには参加していない[6]。
- 本編主題歌は、番組開始時に制作された初期バージョンと、レコード発売に伴って再録音された中期バージョン（北村）、続編中盤にボーカルのみ録り直した後期バージョン（浜名）があり、それぞれにつき通常版とイントロ短縮版の2タイプが用意された。
- レコード用バージョンは続編第19話・第60話などで挿入された。

## スタッフ
- 音楽：加納光紀
- プロデューサー：渡辺光矩、澤田和宏、東一寿（東宝）、平松敏男（東海テレビ）
- 演出：平松敏男、大西博彦、高田一 ほか
- 制作：東海テレビ、東宝株式会社

## 原作「土性っ骨」のドラマ化
- 「大当り三代記」（1961年12月）松竹映画。 「土性っ骨」発表以前の花登筐の脚本による映画。明治・大正・昭和と続く老舗の商店「浪花饅頭」三代の物語で、藤山寛美、芦屋雁之助が演じる二代目の部分は「土性っ骨」と同種の物語である。
- 「土性っ骨」（1963年8月）大阪・中座公演。 主演：大村崑、芦屋雁之助　花登筐が小説化以前に脚本を書いた舞台劇。小説「土性っ骨」の原作である。
- 「土性っ骨」（1966年9月 - 1966年12月）関西テレビ　花登筐が「週刊実話」に連載し、その後単行本化された小説「土性っ骨」を梅林貴久生が脚色したテレビドラマ。幼少期を小林芳宏、青年期を平井昌一が演じた。しかし花筐自身が「これは船場ではない」と脚色に怒った。
- 「船場」（1967年4月 - 1968年3月）関西テレビ　前年度製作のテレビドラマ「土性っ骨」を気に入らなかった花筐自身が「土性っ骨」を元に原作・脚色を担当した。本郷功次郎主演。
- 「土性っ骨」（1973年）舞台劇。 田村正和主演。
- 「あかんたれ」（1976年10月11日 - 1977年7月29日、1978年2月27日 - 1978年9月29日）本テレビドラマシリーズ
- 「あかんたれ」舞台化。 テレビドラマの大ヒットにより、名古屋・名鉄ホールでの2ヶ月間のロングラン公演を皮切りに、全国の劇場で公演された。

## 原作本
- 花登筐『あかんたれ 土性っ骨』
  - 文藝春秋、1976年12月
  - 文春文庫、1983年9月